# 콜라르멜레
콜라르멜레(이탈리아어: Collarmele)는 이탈리아 아브루초주 라퀼라도에 있는 코무네이다.